# Roberta Vinci
Pour les articles homonymes, voir Vinci.
Roberta Vinci, née le 18 février 1983 à Tarente, en Italie, est une joueuse de tennis professionnelle italienne, professionnelle depuis 1999 sur le circuit WTA. 
Elle a remporté 35 tournois WTA (25 en double et 10 en simple) et fait partie des rares joueuses à avoir remporté un titre WTA en simple sur toutes les surfaces (terre battue, gazon, dur, indoor).
Roberta Vinci a accédé à la première place mondiale en double le 15 octobre 2012, qu'elle conservera pendant 110 semaines, succédant ainsi à sa compatriote et partenaire Sara Errani. Ensemble, elles ont notamment atteint la finale de l'Open d'Australie en 2012 et remporté cinq tournois du Grand Chelem : Roland-Garros 2012, l'US Open 2012, l'Open d'Australie 2013 et 2014, et Wimbledon 2014. Grâce à cette dernière victoire, elle fait le Grand Chelem en double en carrière avec sa compatriote Sara Errani.
En 2006, elle a contribué à la première victoire italienne en Fed Cup en apportant le point de la victoire en double aux côtés de Francesca Schiavone lors de la finale à Charleroi contre la Belgique menée par Justine Henin.
En 2015, elle accède à la finale de l'US Open en battant notamment la numéro un mondiale Serena Williams. Elle participe alors à la première finale du Grand Chelem 100 % italienne, qu'elle perd contre Flavia Pennetta.

## Biographie
Roberta Vinci est née à Tarente, fille d'Angelo Vinci, comptable, et de sa femme Luisa, femme au foyer ; elle a un frère aîné, Francesco. Elle a été initiée au tennis à l'âge de six ans, a  résidé à Palerme et s'est entraînée avec Francesco .

### Carrière tennistique
En 1999, elle soulève le trophée du double filles junior à Roland Garros associée à Flavia Pennetta. Devenue professionnelle la même année, elle ne parvient pas à se qualifier dans un tableau final d'une épreuve WTA pendant ses premières saisons, mais obtient tout de même des résultats réguliers sur le circuit ITF.
Ce n'est qu'en 2001 qu'elle parvient à se qualifier pour la première fois dans un tableau final en simple à l'occasion de l'US Open, où elle chute au premier tour face à Martina Suchá. Néanmoins, c'est en double qu'elle va obtenir ses meilleurs résultats associée à la Française Sandrine Testud. Ensemble, elles se qualifient pour les Masters en fin de saison, après avoir notamment atteint les quarts de finale à Roland Garros et les demi-finales à l'US Open lors de la saison 2001.
Elle intègre le top 100 en simple pour la première fois le 2 août 2004, à l'âge de 21 ans, mais ce n'est qu'en 2005 que sa carrière en simple franchit un cap. Cette année-là, elle sort des qualifications du tournoi d'Eastbourne et élimine Karolina Šprem (no 28), Vera Zvonareva (no 12) et Anastasia Myskina (no 10) pour atteindre les demi-finales. La semaine suivante elle confirme en atteignant pour la première fois le troisième tour à Wimbledon, où elle est sortie par Kim Clijsters.
En septembre 2006, elle fait partie de la campagne victorieuse de l'équipe d'Italie, qui crée la surprise en arrachant la Fed Cup à la Belgique favorite emmenée par Justine Henin. Elle remporte le trophée à trois autres reprises, en 2009, 2010 et 2013, aux côtés de Flavia Pennetta, Francesca Schiavone et Sara Errani.
En 2007, Roberta Vinci remporte son premier titre WTA en simple sur la terre battue de Bogotá face à sa compatriote et tête de série no 1 du tournoi, Tathiana Garbin. En 2009, elle remporte son deuxième trophée WTA en disposant de la Russe Maria Kirilenko en finale du tournoi de Barcelone.
En 2010, l'Italienne termine la saison dans le top 40 pour la première fois de sa carrière, avec notamment une finale perdue à Barcelone contre sa compatriote Francesca Schiavone et surtout un troisième titre à son palmarès au tournoi de Luxembourg grâce à une victoire sur Julia Görges en finale.

#### Saison 2011

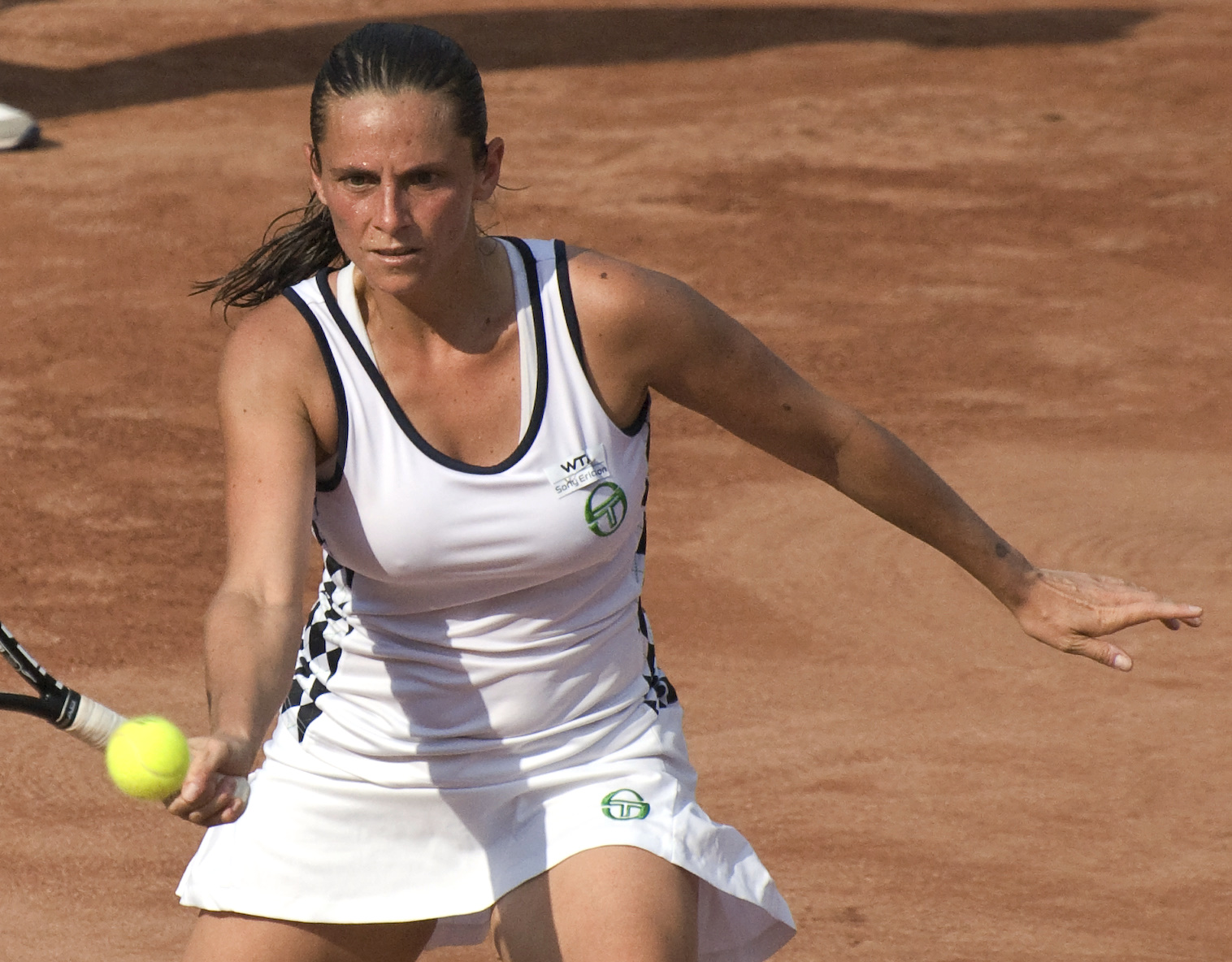
Roberta Vinci à Budapest en 2011.

À 28 ans, Roberta Vinci confirme son ascension tardive en remportant trois titres WTA : sur terre battue à Barcelone et Budapest et sur gazon à Bois-le-Duc. Elle devient ainsi la première joueuse italienne de l'histoire à remporter trois tournois WTA dans la même saison. Elle atteint également le troisième tour à Roland-Garros, Wimbledon et l'US Open.
Lors du tournoi de Toronto, elle bat Ana Ivanović (no 16) et Yanina Wickmayer (no 19), avant d'obtenir l'une des plus belles victoires de sa carrière en éliminant la numéro un mondiale, Caroline Wozniacki. Battue en quarts de finale par Samantha Stosur, elle intègre le top 20 pour la première fois de sa carrière la semaine suivante.

#### Saison 2012. Victoire à Roland-Garros, l'US Open et numéro 1 en double

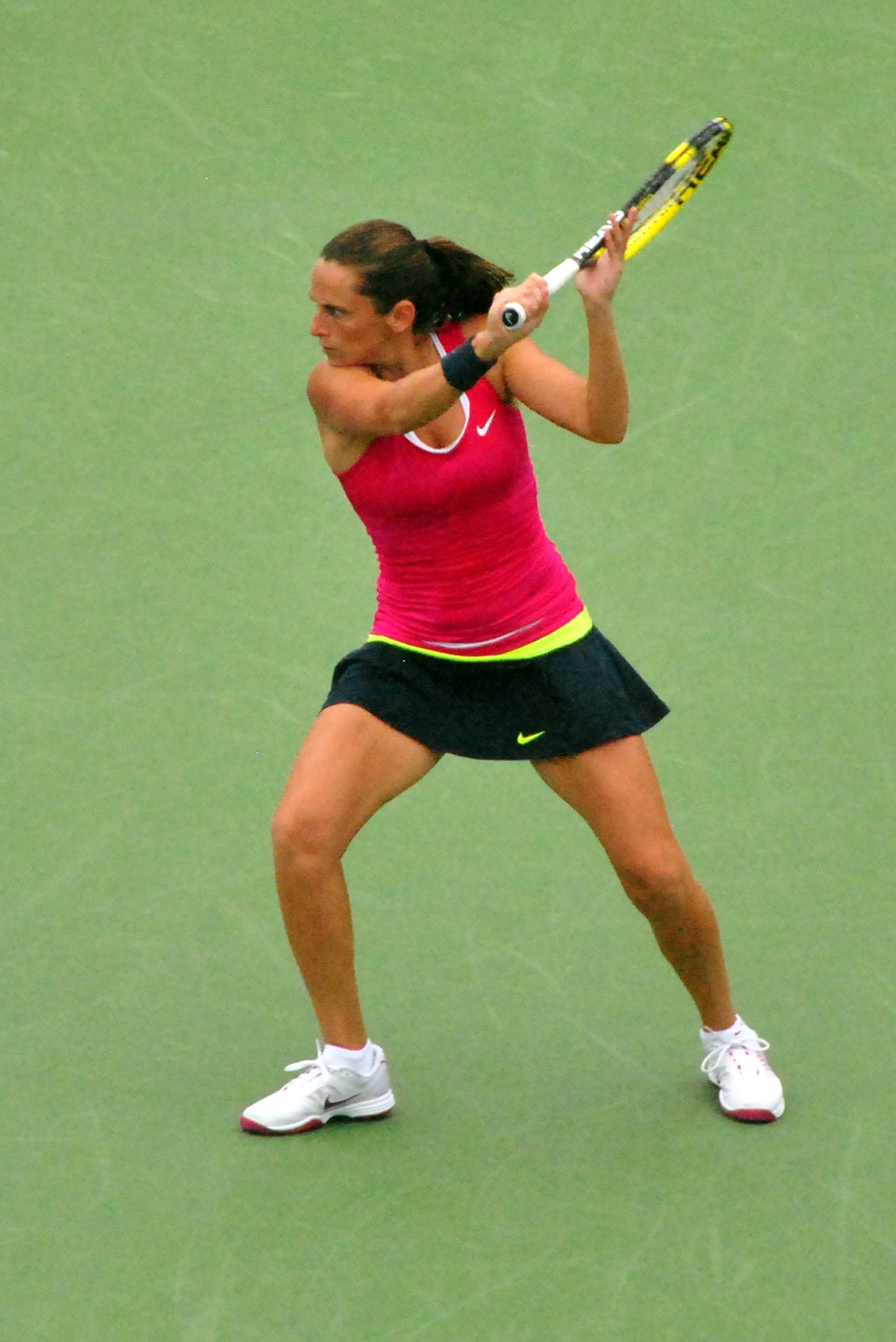
Roberta Vinci à l'US Open 2012

Roberta Vinci commence sa saison par des éliminations prématurées lors de la tournée australienne. Par la suite, elle atteint les quarts de finale à l'Open GDF Suez où elle chute face à Marion Bartoli au tie break du troisième set. Elle subit également deux défaites sèches face à Maria Sharapova (6-2, 6-1) en huitième de finale à Indian Wells et face à Serena Williams (6-2, 6-1) au troisième tour du tournoi de Miami.
La saison sur terre battue de l'Italienne n'est pas aussi prolifique que la saison passée, mais elle parvient cependant à se hisser en demi-finale à Acapulco et Estoril. Après une défaite au premier tour à Roland-Garros, Roberta Vinci relance sa saison à Wimbledon où elle atteint pour la première fois les huitièmes de finale dans un tournoi du Grand Chelem.
Sortie au premier tour des Jeux olympiques de Londres par Kim Clijsters, Roberta Vinci réalise par la suite une excellente tournée américaine. À l'Open du Canada, elle atteint les quarts de finale en éliminant notamment Ana Ivanović sur le score de 6-0, 6-0 et la numéro sept mondiale Angelique Kerber, mais elle chute sur la Tchèque Lucie Šafářová. La semaine suivante, elle remporte son septième titre en simple au Tournoi de Dallas en battant Jelena Janković en finale.
À l'US Open, Roberta Vinci élimine Dominika Cibulková au troisième tour, avant de sortir la numéro deux mondiale Agnieszka Radwańska en huitième de finale. En quart de finale, sa meilleure performance en Grand Chelem, elle est battue par sa partenaire de double, Sara Errani.
En double, Roberta Vinci réalise la meilleure saison de sa carrière, avec notamment huit titres remportés, dont deux tournois du Grand Chelem avec Sara Errani à Roland-Garros et à l'US Open, ainsi qu'une finale à l'Open d'Australie. Le 15 octobre 2012, elle est devenue la trentième joueuse à atteindre la place de numéro un mondiale en double.

#### Saison 2015. Finale historique à l'US Open
En mai, elle atteint la finale à Nuremberg mais perd contre sa compatriote Karin Knapp (7-65, 4-6, 6-1).
Fin août, alors qu'elle n'est pas tête de série (43e mondiale au début du tournoi), elle crée la surprise en atteignant la finale de l'US Open, sa toute première finale de Grand Chelem en simple, en battant en trois sets (2-6, 6-4, 6-4) la no 1 mondiale Serena Williams en tout juste 2 heures de jeu. Mais son parcours était jusqu'à présent laborieux, en battant Vania King au premier tour, Denisa Allertová en trois sets au deuxième tour, au match suivant face à Mariana Duque Mariño également en trois sets avant de bénéficier du forfait d'Eugenie Bouchard en huitième. Se qualifiant pour son troisième quart en Grand Chelem, tous à l'US Open, elle vaincra au bout d'un match éprouvant et profitant des fautes de Kristina Mladenovic (6-3, 5-7, 6-4). Grâce à sa victoire en demi-finale, elle éteint les espoirs de la no 1 mondiale de réaliser le Grand Chelem calendaire, un exploit inédit depuis Steffi Graf en 1988. Cette demi-finale historique est considérée comme l'une des plus grandes surprises de l'histoire du tennis, qui pour elle, cet instant restera « un moment magique ». En finale, elle s'incline face à Flavia Pennetta (7-64, 6-2) en un peu plus d'une heure et demie, lors de la toute première finale de Grand Chelem de l'histoire confrontant deux joueuses italiennes.
Fin septembre, elle s'engage à Wuhan pour sa tournée asiatique. Elle bat au premier tour la qualifiée difficilement Danka Kovinić (5-7, 6-1, 6-3), puis déroulant plus facilement face à Irina-Camelia Begu. Au troisième tour, elle réussit la bonne performance de vaincre la no 4 mondiale Petra Kvitová, tenante du titre (7-63, 6-2). Elle continue ses bonnes performances grâce à sa confiance de l'US Open en battant en quart de finale Karolína Plíšková, 12e mondiale (7-62, 6-3) et affrontant au tour suivant Venus Williams pour une place en finale. Cependant elle perdra la partie 5-7, 6-2, 7-64 au terme d'un match tendu et crispé alors qu'elle est mené 4-1 dans l'ultime manche. Et sur la balle de match, l'Italienne reprochera à l'Américaine de prendre trop de temps entre ses deux services en disant « Bordel, tu veux un thé ou un café peut-être ? ».
Elle annonce en novembre, après sa défaite sèche en demi-finale du masters bis contre Venus Williams, qu'elle mettra un terme à sa carrière à l'issue de la fin saison 2016.

#### Saison 2016. 1er titre en catégorie "Premier" et entrée dans le top 10
En février, elle participe au tournoi Premier de Saint-Pétersbourg en tant que tête de série no 2. Elle s'impose lors de son premier match contre Yanina Wickmayer, en deux manches, puis avec bien plus de difficultés face à Tímea Babos, au terme d'un match éprouvant (7-63, 4-6, 7-64) où son adversaire a servi pour le match. En demi-finale, elle bat Ana Ivanović (7-5, 6-4), avant de disposer plutôt facilement de la 11e mondiale Belinda Bencic en deux manches et 1h19 lors de la finale pour s'adjuger le titre le plus prestigieux de sa carrière, le 10e au total.
La semaine suivante, elle intègre pour la première fois de sa carrière, le top 10 à la 10e place, malgré sa défaite au premier tour à Dubaï. Elle enchaîne avec Doha et réussit à se qualifier pour les quarts de finale, en ayant éprouvée seulement au deuxième tour quelques difficultés contre Daria Kasatkina. Le reste de la saison, elle ne réalise pas de grosses performances, passant à côté de certains tournois, comme sur la tournée de terre battue, mais améliore le 9 mai son meilleur classement avec une 7e place.
Pour la défense de sa finale de l'US Open, elle arrive sans avoir réalisé de gros tournois d'été, mais se dépasse à Flushing Meadows. Elle passe ses deux premiers matchs contre Anna-Lena Friedsam et Christina McHale facilement, avant d'éprouver plus de mal face à Carina Witthöft, en l'emportant (6-0, 5-7, 6-3) alors qu'elle menait 6-0, 5-3 ce qui lui fait perdre de l'énergie pour la suite du tournoi.

## Style de jeu
Roberta Vinci est une joueuse atypique. Elle est l'une des dernières joueuses frappant son revers à une main presque systématiquement slicé. Coup solide, elle réussit à trouver des angles avec ce coup chopé. Mais son coup droit reste meilleur que son revers, elle peut varier sur ce coup et frapper des balles longues ou croisées qui lui ouvrent le court. Manquant de puissance, l'Italienne est une bonne défenseuse avec une bonne vitesse de déplacement, aidée par sa petite taille (1,63 m). Cependant, pour finir les points, il est courant de la voir monter à la volée, de très bonne qualité comme l'atteste sa première place au classement de double WTA de 2012 à 2014. Sa première balle souvent à plat est plutôt efficace, bien que peu puissante. Sa seconde balle est quant à elle un peu faible bien qu'elle n'hésite pas à prendre des risques dessus.

## Palmarès

### Titres en simple dames
| No | Date       | Nom et lieu du tournoi                          | Catégorie | Dotation  | Surface      | Finaliste          | Score               |          |
| -- | ---------- | ----------------------------------------------- | --------- | --------- | ------------ | ------------------ | ------------------- | -------- |
| 1  | 19-02-2007 | Copa Colsanitas, Bogota                         | Tier III  | 175 000 $ | Terre (ext.) | Tathiana Garbin    | 6-74, 6-4, 0-3, ab. | Parcours |
| 2  | 13-04-2009 | Barcelona Ladies Open, Barcelone                | Intern'l  | 220 000 $ | Terre (ext.) | Maria Kirilenko    | 6-0, 6-4            | Parcours |
| 3  | 18-10-2010 | BGL Open, Luxembourg                            | Intern'l  | 220 000 $ | Dur (int.)   | Julia Görges       | 6-3, 6-4            | Parcours |
| 4  | 25-04-2011 | Barcelona Ladies Open, Barcelone                | Intern'l  | 220 000 $ | Terre (ext.) | Lucie Hradecká     | 4-6, 6-2, 6-2       | Parcours |
| 5  | 13-06-2011 | Unicef Open, Bois-le-Duc                        | Intern'l  | 220 000 $ | Gazon (ext.) | Jelena Dokić       | 6-77, 6-3, 7-5      | Parcours |
| 6  | 04-07-2011 | Poli-Farbe Grand Prix, Budapest                 | Intern'l  | 220 000 $ | Terre (ext.) | Irina-Camelia Begu | 6-4, 1-6, 6-4       | Parcours |
| 7  | 19-08-2012 | Texas Tennis Open, Dallas                       | Intern'l  | 220 000 $ | Dur (ext.)   | Jelena Janković    | 7-5, 6-3            | Parcours |
| 8  | 08-04-2013 | BNP Paribas Katowice Open, Katowice             | Intern'l  | 235 000 $ | Terre (int.) | Petra Kvitová      | 7-62, 6-1           | Parcours |
| 9  | 08-07-2013 | XXVI Italiacom Open, Palerme                    | Intern'l  | 235 000 $ | Terre (ext.) | Sara Errani        | 6-3, 3-6, 6-3       | Parcours |
| 10 | 08-02-2016 | St. Petersburg Ladies Trophy, Saint-Pétersbourg | Premier   | 753 000 $ | Dur (int.)   | Belinda Bencic     | 6-4, 6-3            | Parcours |

### Finales en simple dames
| No | Date       | Nom et lieu du tournoi                 | Catégorie | Dotation     | Surface      | Vainqueure          | Score          |          |
| -- | ---------- | -------------------------------------- | --------- | ------------ | ------------ | ------------------- | -------------- | -------- |
| 1  | 12-04-2010 | Barcelona Ladies Open, Barcelone       | Intern'l  | 220 000 $    | Terre (ext.) | Francesca Schiavone | 6-1, 6-1       | Parcours |
| 2  | 07-07-2014 | BRD Bucharest Open, Bucarest           | Intern'l  | 250 000 $    | Terre (ext.) | Simona Halep        | 6-1, 6-3       | Parcours |
| 3  | 14-07-2014 | TEB BNP Paribas Istanbul Cup, Istanbul | Intern'l  | 250 000 $    | Dur (ext.)   | Caroline Wozniacki  | 6-1, 6-1       | Parcours |
| 4  | 17-05-2015 | Nürnberger Versicherungscup, Nuremberg | Intern'l  | 250 000 $    | Terre (ext.) | Karin Knapp         | 7-65, 4-6, 6-1 | Parcours |
| 5  | 31-08-2015 | US Open, Flushing Meadows              | G. Chelem | 20 102 700 $ | Dur (ext.)   | Flavia Pennetta     | 7-64, 6-2      | Parcours |

### Titres en double dames
| No | Date       | Nom et lieu du tournoi                | Catégorie | Dotation     | Surface      | Partenaire        | Finalistes                                    | Score            |          |
| -- | ---------- | ------------------------------------- | --------- | ------------ | ------------ | ----------------- | --------------------------------------------- | ---------------- | -------- |
| 1  | 12-02-2001 | Qatar Total FinaElf Open Doha         | Tier III  | 170 000 $    | Dur (ext.)   | Sandrine Testud   | Kristie Boogert Miriam Oremans                | 7-5, 7-64        | Parcours |
| 2  | 19-09-2005 | Banka Koper Slovenia Open Portorož    | Tier IV   | 140 000 $    | Dur (ext.)   | Anabel Medina     | Jelena Kostanić Katarina Srebotnik            | 6-4, 5-7, 6-2    | Parcours |
| 3  | 09-01-2006 | Canberra Women’s Classic Canberra     | Tier IV   | 145 000 $    | Dur (ext.)   | Marta Domachowska | Claire Curran Līga Dekmeijere                 | 7-65, 6-3        | Parcours |
| 4  | 05-04-2010 | Andalucia Tennis Experience Marbella  | Intern'l  | 220 000 $    | Terre (ext.) | Sara Errani       | Maria Kondratieva Yaroslava Shvedova          | 6-4, 6-2         | Parcours |
| 5  | 12-04-2010 | Barcelona Ladies Open Barcelone       | Intern'l  | 220 000 $    | Terre (ext.) | Sara Errani       | Timea Bacsinszky Tathiana Garbin              | 6-1, 3-6, [10-2] | Parcours |
| 6  | 10-01-2011 | Moorilla International Hobart         | Intern'l  | 220 000 $    | Dur (ext.)   | Sara Errani       | Kateryna Bondarenko Līga Dekmeijere           | 6-3, 7-5         | Parcours |
| 7  | 07-02-2011 | PTT Open Pattaya                      | Intern'l  | 220 000 $    | Dur (ext.)   | Sara Errani       | Sun Shengnan Zheng Jie                        | 3-6, 6-3, [10-5] | Parcours |
| 8  | 11-07-2011 | XXIV Internazionali Femminili Palerme | Intern'l  | 220 000 $    | Terre (ext.) | Sara Errani       | Andrea Hlaváčková Klára Zakopalová            | 7-5, 6-1         | Parcours |
| 9  | 20-02-2012 | Whirlpool Monterrey Open Monterrey    | Intern'l  | 220 000 $    | Dur (ext.)   | Sara Errani       | Kimiko Date-Krumm Zhang Shuai                 | 6-2, 7-66        | Parcours |
| 10 | 27-02-2012 | Abierto Mexicano Telcel Acapulco      | Intern'l  | 220 000 $    | Terre (ext.) | Sara Errani       | Lourdes Domínguez Lino Arantxa Parra Santonja | 6-2, 6-1         | Parcours |
| 11 | 09-04-2012 | Barcelona Ladies Open Barcelone       | Intern'l  | 220 000 $    | Terre (ext.) | Sara Errani       | Flavia Pennetta Francesca Schiavone           | 6-0, 6-2         | Parcours |
| 12 | 05-05-2012 | Mutua Madrid Open Madrid              | PREMIER*  | 5 189 603 $  | Terre (ext.) | Sara Errani       | Ekaterina Makarova Elena Vesnina              | 6-1, 3-6, [10-4] | Parcours |
| 13 | 14-05-2012 | Internazionali BNL d'Italia Rome      | Premier 5 | 2 168 400 $  | Terre (ext.) | Sara Errani       | Ekaterina Makarova Elena Vesnina              | 6-2, 7-5         | Parcours |
| 14 | 27-05-2012 | Roland-Garros Paris                   | G. Chelem | 11 315 740 $ | Terre (ext.) | Sara Errani       | Maria Kirilenko Nadia Petrova                 | 4-6, 6-4, 6-2    | Parcours |
| 15 | 18-06-2012 | Unicef Open Bois-le-Duc               | Intern'l  | 220 000 $    | Gazon (ext.) | Sara Errani       | Maria Kirilenko Nadia Petrova                 | 6-4, 3-6, [11-9] | Parcours |
| 16 | 27-08-2012 | US Open Flushing Meadows              | G. Chelem | 11 517 008 $ | Dur (ext.)   | Sara Errani       | Andrea Hlaváčková Lucie Hradecká              | 6-4, 6-2         | Parcours |
| 17 | 14-01-2013 | Australian Open Melbourne             | G. Chelem | 13 712 772 $ | Dur (ext.)   | Sara Errani       | Ashleigh Barty Casey Dellacqua                | 6-2, 3-6, 6-2    | Parcours |
| 18 | 28-01-2013 | Open GDF Suez Paris                   | Premier   | 690 000 $    | Dur (int.)   | Sara Errani       | Andrea Hlaváčková Liezel Huber                | 6-1, 6-1         | Parcours |
| 19 | 11-02-2013 | Qatar Total Open 2013 Doha            | Premier 5 | 2 369 000 $  | Dur (ext.)   | Sara Errani       | Nadia Petrova Katarina Srebotnik              | 2-6, 6-3, [10-6] | Parcours |
| 20 | 13-01-2014 | Australian Open Melbourne             | G. Chelem | 13 615 654 $ | Dur (ext.)   | Sara Errani       | Ekaterina Makarova Elena Vesnina              | 6-4, 3-6, 7-5    | Parcours |
| 21 | 21-04-2014 | Porsche Tennis Grand Prix Stuttgart   | Premier   | 710 000 $    | Terre (int.) | Sara Errani       | Cara Black Sania Mirza                        | 6-2, 6-3         | Parcours |
| 22 | 05-05-2014 | Mutua Madrid Open Madrid              | PREMIER*  | 4 236 425 $  | Terre (ext.) | Sara Errani       | Garbiñe Muguruza Carla Suárez Navarro         | 6-4, 6-3         | Parcours |
| 23 | 23-06-2014 | The Championships Wimbledon           | G. Chelem | 18 575 979 $ | Gazon (ext.) | Sara Errani       | Tímea Babos Kristina Mladenovic               | 6-1, 6-3         | Parcours |
| 24 | 04-08-2014 | Coupe Rogers Montréal                 | Premier 5 | 2 440 070 $  | Dur (ext.)   | Sara Errani       | Cara Black Sania Mirza                        | 7-64, 6-3        | Parcours |
| 25 | 05-01-2015 | ASB Classic Auckland                  | Intern'l  | 250 000 $    | Dur (ext.)   | Sara Errani       | Shuko Aoyama Renata Voráčová                  | 6-2, 6-1         | Parcours |

### Finales en double dames
| No | Date       | Nom et lieu du tournoi                | Catégorie | Dotation     | Surface         | Vainqueures                                   | Partenaire      | Score             |          |
| -- | ---------- | ------------------------------------- | --------- | ------------ | --------------- | --------------------------------------------- | --------------- | ----------------- | -------- |
| 1  | 15-10-2001 | Swisscom Challenge Zurich             | Tier I    | 1 185 000 $  | Dur (int.)      | Lindsay Davenport Lisa Raymond                | Sandrine Testud | 6-3, 2-6, 6-2     | Parcours |
| 2  | 28-01-2002 | Toray Pan Pacific Open Tokyo          | Tier I    | 1 224 000 $  | Moquette (int.) | Lisa Raymond Rennae Stubbs                    | Els Callens     | 6-1, 6-1          | Parcours |
| 3  | 18-02-2002 | Duty Free Women’s Open Dubaï          | Tier II   | 585 000 $    | Dur (ext.)      | Barbara Rittner María Vento-Kabchi            | Sandrine Testud | 6-3, 6-2          | Parcours |
| 4  | 19-02-2007 | Copa Colsanitas Bogota                | Tier III  | 175 000 $    | Terre (ext.)    | Lourdes Domínguez Lino Paola Suárez           | Flavia Pennetta | 1-6, 6-3, [11-9]  | Parcours |
| 5  | 07-05-2007 | Qatar Telecom German Open Berlin      | Tier I    | 1 340 000 $  | Terre (ext.)    | Lisa Raymond Samantha Stosur                  | Tathiana Garbin | 6-3, 6-4          | Parcours |
| 6  | 14-05-2007 | Internazionali d'Italia Rome          | Tier I    | 1 340 000 $  | Terre (ext.)    | Nathalie Dechy Mara Santangelo                | Tathiana Garbin | 6-4, 6-1          | Parcours |
| 7  | 22-02-2010 | Abierto Mexicano Telcel HSBC Acapulco | Intern'l  | 220 000 $    | Terre (ext.)    | Polona Hercog Barbora Z. Strýcová             | Sara Errani     | 2-6, 6-1, [10-2]  | Parcours |
| 8  | 04-04-2011 | Andalucia Tennis Experience Marbella  | Intern'l  | 220 000 $    | Terre (ext.)    | Nuria Llagostera Vives Arantxa Parra Santonja | Sara Errani     | 3-6, 6-4, [10-5]  | Parcours |
| 9  | 06-06-2011 | Aegon Classic Birmingham              | Intern'l  | 220 000 $    | Gazon (ext.)    | Olga Govortsova Alla Kudryavtseva             | Sara Errani     | 1-6, 6-1, [10-5]  | Parcours |
| 10 | 22-08-2011 | New Haven Open at Yale New Haven      | Premier   | 618 000 $    | Dur (ext.)      | Chuang Chia-Jung Olga Govortsova              | Sara Errani     | 7-5, 6-2          | Parcours |
| 11 | 16-01-2012 | Australian Open Melbourne             | G. Chelem | 12 122 762 $ | Dur (ext.)      | Svetlana Kuznetsova Vera Zvonareva            | Sara Errani     | 5-7, 6-4, 6-3     | Parcours |
| 12 | 20-03-2012 | Sony Ericsson Open Miami              | PREMIER*  | 4 828 050 $  | Dur (ext.)      | Maria Kirilenko Nadia Petrova                 | Sara Errani     | 7-60, 4-6, [10-4] | Parcours |
| 13 | 07-01-2013 | Apia International Sydney             | Premier   | 690 000 $    | Dur (ext.)      | Nadia Petrova Katarina Srebotnik              | Sara Errani     | 6-3, 6-4          | Parcours |
| 14 | 13-05-2013 | Internazionali BNL d'Italia Rome      | Premier 5 | 2 369 000 $  | Terre (ext.)    | Hsieh Su-Wei Peng Shuai                       | Sara Errani     | 4-6, 6-3, [10-8]  | Parcours |
| 15 | 26-05-2013 | Roland-Garros Paris                   | G. Chelem | 12 957 474 $ | Terre (ext.)    | Ekaterina Makarova Elena Vesnina              | Sara Errani     | 7-5, 6-2          | Parcours |
| 16 | 05-01-2014 | Apia International Sydney Sydney      | Premier   | 710 000 $    | Dur (ext.)      | Tímea Babos Lucie Šafářová                    | Sara Errani     | 7-5, 3-6, [10-7]  | Parcours |
| 17 | 12-05-2014 | Internazionali BNL d'Italia Rome      | Premier 5 | 2 628 800 $  | Terre (ext.)    | Květa Peschke Katarina Srebotnik              | Sara Errani     | 4-0, ab.          | Parcours |
| 18 | 25-05-2014 | Roland-Garros Paris                   | G. Chelem | 15 598 998 $ | Terre (ext.)    | Hsieh Su-Wei Peng Shuai                       | Sara Errani     | 6-4, 6-1          | Parcours |

## Parcours en Grand Chelem

### En simple dames
| Année | Open d'Australie                                     | Open d'Australie                                     | Internationaux de France                                | Internationaux de France                               | Wimbledon                                            | Wimbledon         | US Open         | US Open             |
| ----- | ---------------------------------------------------- | ---------------------------------------------------- | ------------------------------------------------------- | ------------------------------------------------------ | ---------------------------------------------------- | ----------------- | --------------- | ------------------- |
| 2001  | —                                                    | —                                                    | —                                                       | —                                                      | —                                                    | —                 | 1er tour (1/64) | Martina Suchá       |
| 2002  | Q1 \|\| style="text-align:left" \| Eva Martincová    | Q2 \|\| style="text-align:left" \| Alena Vašková     | 1er tour (1/64)                                         | Elena Likhovtseva                                      | Q1 \|\| style="text-align:left" \| Christina Wheeler |                   |                 |                     |
| 2003  | Q2 \|\| style="text-align:left" \| Mara Santangelo   | Q2 \|\| style="text-align:left" \| Bahia Mouhtassine | Q3 \|\| style="text-align:left" \| Janet Lee            | —                                                      | —                                                    |                   |                 |                     |
| 2004  | Q3 \|\| style="text-align:left" \| Angelika Bachmann | 1er tour (1/64)                                      | Elena Bovina                                            | Q3 \|\| style="text-align:left" \| N. Llagostera Vives | 1er tour (1/64)                                      | Patty Schnyder    |                 |                     |
| 2005  | Q1 \|\| style="text-align:left" \| Cho Yoon-jeong    | 1er tour (1/64)                                      | A.-L. Grönefeld                                         | 3e tour (1/16)                                         | Kim Clijsters                                        | 1er tour (1/64)   | Amélie Mauresmo |                     |
| 2006  | 3e tour (1/16)                                       | Kim Clijsters                                        | 1er tour (1/64)                                         | Hana Šromová                                           | —                                                    | —                 | 1er tour (1/64) | Meghann Shaughnessy |
| 2007  | 1er tour (1/64)                                      | Anastasia Rodionova                                  | 1er tour (1/64)                                         | Sybille Bammer                                         | 2e tour (1/32)                                       | Patty Schnyder    | 1er tour (1/64) | Maria Sharapova     |
| 2008  | 1er tour (1/64)                                      | V. Ruano Pascual                                     | Q1 \|\| style="text-align:left" \| Magdaléna Rybáriková | Q2 \|\| style="text-align:left" \| Kristina Barrois    | 2e tour (1/32)                                       | Dinara Safina     |                 |                     |
| 2009  | 1er tour (1/64)                                      | C. Suárez Navarro                                    | 1er tour (1/64)                                         | Victoria Azarenka                                      | 3e tour (1/16)                                       | Serena Williams   | 1er tour (1/64) | Jelena Janković     |
| 2010  | 3e tour (1/16)                                       | Maria Kirilenko                                      | 2e tour (1/32)                                          | Flavia Pennetta                                        | 2e tour (1/32)                                       | A. Pavlyuchenkova | 1er tour (1/64) | Venus Williams      |
| 2011  | 1er tour (1/64)                                      | Alicia Molik                                         | 3e tour (1/16)                                          | Victoria Azarenka                                      | 3e tour (1/16)                                       | Petra Kvitová     | 3e tour (1/16)  | Andrea Petkovic     |
| 2012  | 2e tour (1/32)                                       | Zheng Jie                                            | 1er tour (1/64)                                         | Sofia Arvidsson                                        | 4e tour (1/8)                                        | Tamira Paszek     | 1/4 de finale   | Sara Errani         |
| 2013  | 3e tour (1/16)                                       | Elena Vesnina                                        | 4e tour (1/8)                                           | Serena Williams                                        | 4e tour (1/8)                                        | Li Na             | 1/4 de finale   | Flavia Pennetta     |
| 2014  | 1er tour (1/64)                                      | Zheng Jie                                            | 1er tour (1/64)                                         | Pauline Parmentier                                     | 1er tour (1/64)                                      | Donna Vekić       | 3e tour (1/16)  | Peng Shuai          |
| 2015  | 2e tour (1/32)                                       | Ekaterina Makarova                                   | 1er tour (1/64)                                         | Alizé Cornet                                           | 1er tour (1/64)                                      | Aleksandra Krunić | Finale          | Flavia Pennetta     |
| 2016  | 3e tour (1/16)                                       | Anna-Lena Friedsam                                   | 1er tour (1/64)                                         | Kateryna Bondarenko                                    | 3e tour (1/16)                                       | Coco Vandeweghe   | 1/4 de finale   | Angelique Kerber    |
| 2017  | 1er tour (1/64)                                      | Coco Vandeweghe                                      | 1er tour (1/64)                                         | Mónica Puig                                            | 1er tour (1/64)                                      | Kristýna Plíšková | 1er tour (1/64) | Sloane Stephens     |
| 2018  | Q1 \|\| style="text-align:left" \| Anna Blinkova     | —                                                    | —                                                       | —                                                      | —                                                    | —                 | —               |                     |

À droite du résultat, l’ultime adversaire.

### En double dames
| Année | Open d'Australie              | Open d'Australie             | Internationaux de France      | Internationaux de France   | Wimbledon                     | Wimbledon                     | US Open                       | US Open                     |
| ----- | ----------------------------- | ---------------------------- | ----------------------------- | -------------------------- | ----------------------------- | ----------------------------- | ----------------------------- | --------------------------- |
| 2001  | -                             | -                            | 1/4 de finale S. Testud       | Lisa Raymond Rennae Stubbs | -                             | -                             | 1/2 finale S. Testud          | Kimberly Po N. Tauziat      |
| 2002  | 3e tour (1/8) S. Testud       | A. Coetzer Lori McNeil       | 1/4 de finale S. Testud       | V. Ruano Paola Suárez      | 3e tour (1/8) S. Testud       | Tina Križan K. Srebotnik      | 1er tour (1/32) Els Callens   | C. Dhenin Maja Matevžič     |
| 2003  | 1er tour (1/32) Dája Bedáňová | Mary Pierce Rennae Stubbs    | 1er tour (1/32) Dája Bedáňová | Marta Marrero de los Ríos  | 1er tour (1/32) F. Pennetta   | Alicia Molik S. Stosur        | -                             | -                           |
| 2004  | 1/4 de finale E. Gagliardi    | V. Ruano Paola Suárez        | 1/2 finale S. Testud          | V. Ruano Paola Suárez      | 3e tour (1/8) E. Gagliardi    | S. Kuznetsova Likhovtseva     | 1er tour (1/32) S. Beltrame   | J. Kostanić C. Schaul       |
| 2005  | 1er tour (1/32) F. Schiavone  | Janet Lee Peng Shuai         | 1er tour (1/32) S. Testud     | Domachowska S. Talaja      | 1er tour (1/32) Silvia Farina | Els Callens E. Gagliardi      | 3e tour (1/8) Silvia Farina   | S. Kuznetsova Alicia Molik  |
| 2006  | 1er tour (1/32) Domachowska   | Hsieh Su-Wei T. Tanasugarn   | 3e tour (1/8) Dinara Safina   | Lisa Raymond S. Stosur     | -                             | -                             | 2e tour (1/16) M. Santangelo  | Lisa Raymond S. Stosur      |
| 2007  | 2e tour (1/16) T. Garbin      | Chan Yung-Jan Chuang C.J.    | 1er tour (1/32) F. Pennetta   | Shahar Peer Dinara Safina  | 1er tour (1/32) Dinara Safina | E. Daniilídou Jasmin Wöhr     | 1er tour (1/32) Paola Suárez  | Marta Marrero Selima Sfar   |
| 2008  | 2e tour (1/16) T. Garbin      | Maret Ani Meilen Tu          | 1er tour (1/32) T. Garbin     | Peng Shuai Sun Tiantian    | -                             | -                             | -                             | -                           |
| 2009  | 2e tour (1/16) Gisela Dulko   | L. Šafářová G. Voskoboeva    | 1er tour (1/32) T. Garbin     | Květa Peschke Lisa Raymond | 1er tour (1/32) Maret Ani     | S. Lisicki A. Wozniak         | 1er tour (1/32) Polona Hercog | Alexa Glatch C. Gullickson  |
| 2010  | 2e tour (1/16) Ágnes Szávay   | V. Dushevina An. Rodionova   | 2e tour (1/16) Sara Errani    | B. Mattek Yan Zi           | 3e tour (1/8) Sara Errani     | Květa Peschke K. Srebotnik    | 1er tour (1/32) Sara Errani   | C. Gullickson C. Gullickson |
| 2011  | 1er tour (1/32) Sara Errani   | N. Llagostera M. J. Martínez | 3e tour (1/8) Sara Errani     | Gisela Dulko F. Pennetta   | 3e tour (1/8) Sara Errani     | N. Llagostera Arantxa Parra   | 1/4 de finale Sara Errani     | D. Hantuchová A. Radwańska  |
| 2012  | Finale Sara Errani            | S. Kuznetsova V. Zvonareva   | Victoire Sara Errani          | M. Kirilenko Nadia Petrova | 1/4 de finale Sara Errani     | A. Hlaváčková L. Hradecká     | Victoire Sara Errani          | A. Hlaváčková L. Hradecká   |
| 2013  | Victoire Sara Errani          | A. Barty C. Dellacqua        | Finale Sara Errani            | E. Makarova Elena Vesnina  | 3e tour (1/8) Sara Errani     | Julia Görges B. Z. Strýcová   | 1/4 de finale Sara Errani     | S. Williams V. Williams     |
| 2014  | Victoire Sara Errani          | E. Makarova Elena Vesnina    | Finale Sara Errani            | Hsieh Su-Wei Peng Shuai    | Victoire Sara Errani          | Tímea Babos K. Mladenovic     | 2e tour (1/16) Sara Errani    | J. Gajdošová Tomljanović    |
| 2015  | 3e tour (1/8) Sara Errani     | Julia Görges A.-L. Grönefeld | 3e tour (1/8) Karin Knapp     | M. Hingis Sania Mirza      | 3e tour (1/8) Karin Knapp     | C. Dellacqua Y. Shvedova      | 3e tour (1/8) Karin Knapp     | Kudryavtseva Pavlyuchenkova |
| 2016  | 3e tour (1/8) S. Kuznetsova   | M. Hingis Sania Mirza        | -                             | -                          | 1er tour (1/32) S. Kuznetsova | A.-L. Grönefeld Květa Peschke | -                             | -                           |

Sous le résultat, la partenaire ; à droite, l’ultime équipe adverse.

### En double mixte
| Année | Open d'Australie             | Open d'Australie            | Internationaux de France   | Internationaux de France | Wimbledon                   | Wimbledon               | US Open | US Open |
| ----- | ---------------------------- | --------------------------- | -------------------------- | ------------------------ | --------------------------- | ----------------------- | ------- | ------- |
| 2002  | 1er tour (1/16) Tom Vanhoudt | J. Husárová Pavel Vízner    | 1/4 de finale Pavel Vízner | A. Sánchez Jared Palmer  | 2e tour (1/16) Pavel Vízner | E. Baltacha Lee Childs  | -       | -       |
| 2005  | 1er tour (1/16) Petr Pála    | Rennae Stubbs Daniel Nestor | -                          | -                        | -                           | -                       | -       | -       |
| 2007  | -                            | -                           | -                          | -                        | 1er tour (1/32) F. Čermák   | Vania King V. Spadea    | -       | -       |
| 2011  | 1er tour (1/16) Marc López   | K. Srebotnik Daniel Nestor  | -                          | -                        | -                           | -                       | -       | -       |
| 2012  | 1/2 finale D. Bracciali      | Elena Vesnina Leander Paes  | -                          | -                        | 3e tour (1/8) D. Bracciali  | Zheng Jie Rohan Bopanna | -       | -       |

Sous le résultat, le partenaire ; à droite, l’ultime équipe adverse.

## Parcours en «Premier Mandatory» et «Premier 5»
Découlant d'une réforme du circuit WTA inaugurée en 2009, les tournois WTA « Premier Mandatory » et « Premier 5 » constituent les catégories d'épreuves les plus prestigieuses, après les quatre levées du Grand Chelem.

### En simple dames
| Année |              | Premier Mandatory              | Premier Mandatory           | Premier Mandatory            | Premier Mandatory            |       | Premier 5 | Premier 5                    | Premier 5                     | Premier 5                      | Premier 5                         | Premier 5 | Premier 5                    |
| Année | Indian Wells | Miami                          | Madrid                      | Pékin                        |                              | Dubaï | Rome      | Canada                       | Cincinnati                    |                                | Tokyo                             |           |                              |
| Année | Indian Wells | Miami                          | Madrid                      | Pékin                        |                              | Doha  | Rome      | Canada                       | Cincinnati                    |                                | Wuhan                             |           |                              |
| Année | Indian Wells | Miami                          | Madrid                      | Pékin                        |                              |       | Rome      | Canada                       | Cincinnati                    |                                |                                   |           |                              |
| 2009  |              | 2e tour (1/32) S. Bammer       |                             | 2e tour (1/16) V. Dushevina  | 1er tour (1/32) D. Safina    |       |           |                              | 1er tour (1/32) K. Bondarenko | 2e tour (1/16) V. Zvonareva    | 2e tour (1/16) D. Safina          |           | 2e tour (1/16) E. Vesnina    |
| 2010  |              | 3e tour (1/16) Y. Wickmayer    | 3e tour (1/16) V. Williams  |                              | 2e tour (1/16) V. Dushevina  |       |           |                              | 2e tour (1/16) A. Radwańska   |                                | 1er tour (1/32) D. Safina         |           | 3e tour (1/8) V. Zvonareva   |
| 2011  |              | 1er tour (1/64) E. Baltacha    | 1er tour (1/64) I. Benešová | 3e tour (1/8) Li N.          | 2e tour (1/16) V. Razzano    |       |           | 2e tour (1/16) V. Zvonareva  | 1er tour (1/32) S. Errani     | 1/4 de finale S. Stosur        | 1er tour (1/32) N. Petrova        |           |                              |
| 2012  |              | 4e tour (1/8) M. Sharapova     | 3e tour (1/16) S. Williams  | 3e tour (1/8) A. Radwańska   | 1er tour (1/32) L. Domínguez |       |           |                              | 1er tour (1/32) K. Knapp      | 1/4 de finale L. Šafářová      | 2e tour (1/16) Peng S.            |           | 3e tour (1/8) V. Azarenka    |
| 2013  |              | 3e tour (1/16) L. Arruabarrena | 1/4 de finale J. Janković   | 1er tour (1/32) V. Lepchenko | 3e tour (1/8) A. Kerber      |       |           | 2e tour (1/16) U. Radwańska  | 3e tour (1/8) S. Halep        | 3e tour (1/8) D. Cibulková     | 1/4 de finale J. Janković         |           | 2e tour (1/16) L. Šafářová   |
| 2014  |              | 3e tour (1/16) C. Dellacqua    | 2e tour (1/32) B. Strýcová  | 3e tour (1/8) A. Radwańska   | 1/4 de finale P. Kvitová     |       |           | 1er tour (1/32) T. Pironkova | 1er tour (1/32) E. Makarova   | 1er tour (1/32) B. Z. Strýcová | 1er tour (1/32) S. Lisicki        |           | 1er tour (1/32) C. Dellacqua |
| 2015  |              | 2e tour (1/32) S. Lisicki      | 1er tour (1/64) T. Maria    | 3e tour (1/8) L. Šafářová    | 3e tour (1/8) B. Mattek      |       |           |                              | 1er tour (1/32) H. Watson     | 1/4 de finale S. Williams      | 1er tour (1/32) A. Pavlyuchenkova |           | 1/2 finale V. Williams       |
| 2016  |              | 4e tour (1/8) M. Rybáriková    | 3e tour (1/16) M. Keys      | 1er tour (1/32) D. Kovinić   | 2e tour (1/16) C. Wozniacki  |       |           | 1/4 de finale A. Radwańska   | 2e tour (1/16) J. Konta       | 3e tour (1/8) D. Kasatkina     | 3e tour (1/8) C. Suárez           |           | 2e tour (1/16) Y. Shvedova   |
| 2017  |              | 3e tour (1/16) S. Kuznetsova   | 2e tour (1/32) T. Townsend  | 2e tour (1/16) S. Halep      |                              |       |           | 1er tour (1/32) Kr. Plíšková | 1er tour (1/32) E. Makarova   | 1er tour (1/32) D. Kasatkina   | 2e tour (1/16) A. Sevastova       |           | 1er tour (1/32) C. McHale    |
| 2018  |              |                                |                             |                              |                              |       |           |                              | 1er tour (1/32) A. Krunić     |                                |                                   |           |                              |

Sous le résultat, l’ultime adversaire.

### En double dames
N.B. : le nom de la partenaire se trouve sous le résultat ; le nom des ultimes adversaires se trouve à droite.

## Parcours aux Masters

### En double dames
| # | Date       | Nom de l'édition                           | ($)       | Surface    | Résultat      | Partenaire      | Ultimes adversaires              | Score            |          |
| - | ---------- | ------------------------------------------ | --------- | ---------- | ------------- | --------------- | -------------------------------- | ---------------- | -------- |
| 1 | 29/10/2001 | Sanex Championships Munich                 | 3 000 000 | Dur (int.) | 1/4 de finale | Sandrine Testud | Cara Black Elena Likhovtseva     | 6-3, 6-4         | Parcours |
| 2 | 23/10/2012 | TEB BNP Paribas WTA Championships Istanbul | 4 900 000 | Dur (int.) | 1/2 finale    | Sara Errani     | Maria Kirilenko Nadia Petrova    | 1-6, 6-3, [10-4] | Parcours |
| 3 | 21/10/2013 | TEB BNP Paribas WTA Championships Istanbul | 6 000 000 | Dur (int.) | 1/2 finale    | Sara Errani     | Ekaterina Makarova Elena Vesnina | 4-6, 7-5, [10-3] | Parcours |
| 4 | 20/10/2014 | BNP Paribas WTA Finals Singapour           | 6 500 000 | Dur (int.) | 1/4 de finale | Sara Errani     | Květa Peschke Katarina Srebotnik | 2-1, ab.         | Parcours |

## Parcours aux Jeux olympiques

### En simple dames
| # | Date       | Nom de l'olympiade                  | Surface      | Résultat        | Ultime adversaire         | Score    |          |
| - | ---------- | ----------------------------------- | ------------ | --------------- | ------------------------- | -------- | -------- |
| 1 | 28/07/2012 | Olympic Tennis Event Wimbledon      | Gazon (ext.) | 1er tour (1/32) | Kim Clijsters             | 6-1, 6-4 | Parcours |
| 2 | 06/08/2016 | Olympic Tennis Event Rio de Janeiro | Dur (ext.)   | 1er tour (1/32) | Anna Karolína Schmiedlová | 7-5, 6-4 | Parcours |

### En double dames
| # | Date       | Nom de l'olympiade                  | Surface      | Résultat        | Partenaire      | Ultimes adversaires                      | Score         |          |
| - | ---------- | ----------------------------------- | ------------ | --------------- | --------------- | ---------------------------------------- | ------------- | -------- |
| 1 | 15/08/2004 | Olympic Tennis Event Athènes        | Dur (ext.)   | 2e tour (1/8)   | Tathiana Garbin | Conchita Martínez Virginia Ruano Pascual | 6-3, 6-3      | Parcours |
| 2 | 11/08/2008 | Olympic Tennis Event Pékin          | Dur (ext.)   | 1er tour (1/16) | Mara Santangelo | Svetlana Kuznetsova Dinara Safina        | 6-1, 3-6, 7-5 | Parcours |
| 3 | 28/07/2012 | Olympic Tennis Event Wimbledon      | Gazon (ext.) | 1/4 de finale   | Sara Errani     | Serena Williams Venus Williams           | 6-1, 6-1      | Parcours |
| 4 | 06/08/2016 | Olympic Tennis Event Rio de Janeiro | Dur (ext.)   | 1/4 de finale   | Sara Errani     | Lucie Šafářová Barbora Strýcová          | 4-6, 6-4, 6-4 | Parcours |

### En double mixte
| # | Date       | Nom de l'olympiade                  | Surface      | Résultat      | Partenaire        | Ultimes adversaires            | Score           |          |
| - | ---------- | ----------------------------------- | ------------ | ------------- | ----------------- | ------------------------------ | --------------- | -------- |
| 1 | 28/07/2012 | Olympic Tennis Event Wimbledon      | Gazon (ext.) | 1/4 de finale | Daniele Bracciali | Sabine Lisicki Christopher Kas | 4-6, 7-62, 10-7 | Parcours |
| 2 | 06/08/2016 | Olympic Tennis Event Rio de Janeiro | Dur (ext.)   | 1/4 de finale | Fabio Fognini     | Venus Williams Rajeev Ram      | 6-3, 7-5        | Parcours |

## Parcours en Fed Cup
| #                                                                        | Date       | Lieu                              | Surface         | Gagnante(s)                         | Perdante(s)                          | Score              |          |
|                                                                          |            |                                   |                 |                                     |                                      |                    |          |
| 2001 - 1er tour (groupe mondial) - Italie - Croatie - 4 : 1              |            |                                   |                 |                                     |                                      |                    |          |
| 1                                                                        | 28/04/2001 | Bassano del Grappa                | Moquette (int.) | Gloria Pizzichini Roberta Vinci     | Matea Mezak Karolina Šprem           | 6-1, 7-5           | Parcours |
|                                                                          |            |                                   |                 |                                     |                                      |                    |          |
| 2001 - 1/4 de finale (groupe mondial) - France - Italie - 4 : 1          |            |                                   |                 |                                     |                                      |                    |          |
| 2                                                                        | 21/07/2001 | Vittel                            | Dur (ext.)      | Giulia Casoni Roberta Vinci         | Nathalie Dechy Virginie Razzano      | 4-6, 6-2, 6-4      | Parcours |
|                                                                          |            |                                   |                 |                                     |                                      |                    |          |
| 2002 - 1er tour (groupe mondial) - Italie - Suède - 5 : 0                |            |                                   |                 |                                     |                                      |                    |          |
| 3                                                                        | 27/04/2002 | Milan                             | Terre (ext.)    | Roberta Vinci                       | Sofia Arvidsson                      | 6-3, 6-2           | Parcours |
| 3                                                                        | 27/04/2002 | Milan                             | Terre (ext.)    | Maria Elena Camerin Roberta Vinci   | Sofia Arvidsson Maria Wolfbrandt     | 1-6, 6-0, 6-4      | Parcours |
|                                                                          |            |                                   |                 |                                     |                                      |                    |          |
| 2002 - 1/4 de finale (groupe mondial) - Italie - Belgique - 4 : 1        |            |                                   |                 |                                     |                                      |                    |          |
| 4                                                                        | 20/07/2002 | Bologne                           | Terre (ext.)    | A. Serra Zanetti Roberta Vinci      | Elke Clijsters Laurence Courtois     | 7-5, 6-4           | Parcours |
|                                                                          |            |                                   |                 |                                     |                                      |                    |          |
| 2002 - 1/2 finale (groupe mondial) - Slovaquie - Italie - 3 : 1          |            |                                   |                 |                                     |                                      |                    |          |
| 5                                                                        | 30/10/2002 | Grande Canarie                    | Dur (int.)      | Silvia Farina Roberta Vinci         | Daniela Hantuchová Janette Husárová  | Non disputé        | Parcours |
|                                                                          |            |                                   |                 |                                     |                                      |                    |          |
| 2003 - 1er tour (groupe mondial) - Suède - Italie - 2 : 3                |            |                                   |                 |                                     |                                      |                    |          |
| 6                                                                        | 26/04/2003 | Linköping                         | Dur (int.)      | Flavia Pennetta Roberta Vinci       | Sofia Arvidsson Maria Wolfbrandt     | 6-2, 6-1           | Parcours |
|                                                                          |            |                                   |                 |                                     |                                      |                    |          |
| 2004 - 1/4 de finale (groupe mondial) - Italie - France - 2 : 3          |            |                                   |                 |                                     |                                      |                    |          |
| 7                                                                        | 10/07/2004 | Rimini                            | Terre (ext.)    | Tathiana Garbin Roberta Vinci       | Tatiana Golovin Mary Pierce          | 6-0, 7-65          | Parcours |
|                                                                          |            |                                   |                 |                                     |                                      |                    |          |
| 2005 - Barrage (groupe mondial I) - République tchèque - Italie - 2 : 3  |            |                                   |                 |                                     |                                      |                    |          |
| 8                                                                        | 09/07/2005 |                                   | Moquette (int.) | Nicole Vaidišová                    | Roberta Vinci                        | 6-3, 6-4           | Parcours |
| 8                                                                        | 09/07/2005 | Francesca Schiavone Roberta Vinci | Moquette (int.) | Květa Peschke Nicole Vaidišová      | 6-4, 6-4                             |                    | Parcours |
|                                                                          |            |                                   |                 |                                     |                                      |                    |          |
| 2006 - 1/4 de finale (groupe mondial) - France - Italie - 1 : 4          |            |                                   |                 |                                     |                                      |                    |          |
| 9                                                                        | 22/04/2006 | Nancy                             | Terre (int.)    | Mara Santangelo Roberta Vinci       | Émilie Loit Virginie Razzano         | 6-1, 6-4           | Parcours |
|                                                                          |            |                                   |                 |                                     |                                      |                    |          |
| 2006 - Finale (groupe mondial) - Belgique - Italie - 2 : 3               |            |                                   |                 |                                     |                                      |                    |          |
| 10                                                                       | 16/09/2006 | Charleroi                         | Dur (int.)      | Francesca Schiavone Roberta Vinci   | Kirsten Flipkens Justine Henin       | 3-6, 6-2, 2-0, ab. | Parcours |
|                                                                          |            |                                   |                 |                                     |                                      |                    |          |
| 2007 - 1/4 de finale (groupe mondial) - Italie - Chine - 5 : 0           |            |                                   |                 |                                     |                                      |                    |          |
| 11                                                                       | 21/04/2007 | Castellaneta Marina               | Terre (ext.)    | Mara Santangelo Roberta Vinci       | Sun Shengnan Sun Tiantian            | 6-2, 6-4           | Parcours |
|                                                                          |            |                                   |                 |                                     |                                      |                    |          |
| 2007 - 1/2 finale (groupe mondial) - Italie - France - 3 : 2             |            |                                   |                 |                                     |                                      |                    |          |
| 12                                                                       | 14/07/2007 | Castellaneta Marina               | Terre (ext.)    | Francesca Schiavone Roberta Vinci   | Séverine Beltrame Nathalie Dechy     | 4-6, 6-1, 6-2      | Parcours |
|                                                                          |            |                                   |                 |                                     |                                      |                    |          |
| 2007 - Finale (groupe mondial) - Russie - Italie - 4 : 0                 |            |                                   |                 |                                     |                                      |                    |          |
| 13                                                                       | 15/09/2007 | Moscou                            | Dur (int.)      | Mara Santangelo Roberta Vinci       | Nadia Petrova Elena Vesnina          | Non disputé        | Parcours |
|                                                                          |            |                                   |                 |                                     |                                      |                    |          |
| 2009 - 1/4 de finale (groupe mondial) - France - Italie - 0 : 5          |            |                                   |                 |                                     |                                      |                    |          |
| 14                                                                       | 07/02/2009 | Orléans                           | Dur (int.)      | Sara Errani Roberta Vinci           | Séverine Beltrame Nathalie Dechy     | 6-4, 6-4           | Parcours |
|                                                                          |            |                                   |                 |                                     |                                      |                    |          |
| 2009 - 1/2 finale (groupe mondial) - Italie - Russie - 4 : 1             |            |                                   |                 |                                     |                                      |                    |          |
| 15                                                                       | 25/04/2009 | Castellaneta Marina               | Terre (ext.)    | Sara Errani Roberta Vinci           | A. Pavlyuchenkova Nadia Petrova      | 1-6, 6-3, 6-4      | Parcours |
|                                                                          |            |                                   |                 |                                     |                                      |                    |          |
| 2009 - Finale (groupe mondial) - Italie - États-Unis - 4 : 0             |            |                                   |                 |                                     |                                      |                    |          |
| 16                                                                       | 07/11/2009 | Reggio de Calabre                 | Terre (ext.)    | Sara Errani Roberta Vinci           | Liezel Huber Vania King              | 4-6, 6-3, [11-9]   | Parcours |
|                                                                          |            |                                   |                 |                                     |                                      |                    |          |
| 2010 - 1/4 de finale (groupe mondial) - Ukraine - Italie - 1 : 4         |            |                                   |                 |                                     |                                      |                    |          |
| 17                                                                       | 06/02/2010 | Kharkiv                           | Dur (int.)      | Sara Errani Roberta Vinci           | Mariya Koryttseva Viktoriya Kutuzova | 6-1, 6-3           | Parcours |
|                                                                          |            |                                   |                 |                                     |                                      |                    |          |
| 2010 - Finale (groupe mondial) - États-Unis - Italie - 1 : 3             |            |                                   |                 |                                     |                                      |                    |          |
| 18                                                                       | 06/11/2010 | San Diego                         | Dur (int.)      | Sara Errani Roberta Vinci           | Liezel Huber Melanie Oudin           | Non disputé        | Parcours |
|                                                                          |            |                                   |                 |                                     |                                      |                    |          |
| 2011 - 1/4 de finale (groupe mondial) - Australie - Italie - 1 : 4       |            |                                   |                 |                                     |                                      |                    |          |
| 19                                                                       | 05/02/2011 | Hobart                            | Dur (ext.)      | Sara Errani Roberta Vinci           | Anastasia Rodionova Rennae Stubbs    | 2-6, 7-61, 6-4     | Parcours |
|                                                                          |            |                                   |                 |                                     |                                      |                    |          |
| 2011 - 1/2 finale (groupe mondial) - Russie - Italie - 5 : 0             |            |                                   |                 |                                     |                                      |                    |          |
| 20                                                                       | 16/04/2011 | Moscou                            | Dur (int.)      | Svetlana Kuznetsova                 | Roberta Vinci                        | 6-2, 6-74, 6-1     | Parcours |
| 20                                                                       | 16/04/2011 | Moscou                            | Dur (int.)      | Vera Zvonareva                      | Roberta Vinci                        | 6-4, 6-2           | Parcours |
|                                                                          |            |                                   |                 |                                     |                                      |                    |          |
| 2012 - 1er tour (groupe mondial) - Italie - Ukraine - 3 : 2              |            |                                   |                 |                                     |                                      |                    |          |
| 21                                                                       | 04/02/2012 | Biella                            | Terre (int.)    | Flavia Pennetta Roberta Vinci       | Olga Savchuk Lesia Tsurenko          | 7-5, 0-6, 6-1      | Parcours |
|                                                                          |            |                                   |                 |                                     |                                      |                    |          |
| 2013 - 1er tour (groupe mondial) - Italie - États-Unis - 3 : 2           |            |                                   |                 |                                     |                                      |                    |          |
| 22                                                                       | 09/02/2013 | Rimini                            | Terre (int.)    | Varvara Lepchenko                   | Roberta Vinci                        | 2-6, 6-4, 7-5      | Parcours |
| 22                                                                       | 09/02/2013 | Rimini                            | Terre (int.)    | Roberta Vinci                       | Jamie Hampton                        | 6-2, 4-6, 6-1      | Parcours |
| 22                                                                       | 09/02/2013 | Rimini                            | Terre (int.)    | Sara Errani Roberta Vinci           | Liezel Huber Varvara Lepchenko       | 6-2, 6-2           | Parcours |
|                                                                          |            |                                   |                 |                                     |                                      |                    |          |
| 2013 - 1/2 finale (groupe mondial) - Italie - République tchèque - 3 : 1 |            |                                   |                 |                                     |                                      |                    |          |
| 23                                                                       | 20/04/2013 | Palerme                           | Terre (ext.)    | Roberta Vinci                       | Petra Kvitová                        | 6-4, 6-1           | Parcours |
| 23                                                                       | 20/04/2013 | Palerme                           | Terre (ext.)    | Roberta Vinci                       | Lucie Šafářová                       | 6-3, 6-72, 6-3     | Parcours |
|                                                                          |            |                                   |                 |                                     |                                      |                    |          |
| 2013 - Finale (groupe mondial) - Italie - Russie - 4 : 0                 |            |                                   |                 |                                     |                                      |                    |          |
| 24                                                                       | 02/11/2013 | Cagliari                          | Terre (ext.)    | Roberta Vinci                       | Alexandra Panova                     | 5-7, 7-5, 8-6      | Parcours |
| 24                                                                       | 02/11/2013 | Cagliari                          | Terre (ext.)    | Roberta Vinci                       | Irina Khromacheva                    | Non disputé        | Parcours |
|                                                                          |            |                                   |                 |                                     |                                      |                    |          |
| 2014 - 1/2 finale (groupe mondial) - République tchèque - Italie - 4 : 0 |            |                                   |                 |                                     |                                      |                    |          |
| 25                                                                       | 19/04/2014 | Ostrava                           | Dur (int.)      | Petra Kvitová                       | Roberta Vinci                        | 6-3, 7-5           | Parcours |
|                                                                          |            |                                   |                 |                                     |                                      |                    |          |
| 2015 - 1er tour (groupe mondial) - Italie - France - 2 : 3               |            |                                   |                 |                                     |                                      |                    |          |
| 26                                                                       | 07/02/2015 | Gênes                             | Terre (int.)    | Caroline Garcia Kristina Mladenovic | Sara Errani Roberta Vinci            | 6-1, 6-2           | Parcours |
|                                                                          |            |                                   |                 |                                     |                                      |                    |          |
| 2016 - Barrage (groupe mondial I) - Espagne - Italie - 4 : 0             |            |                                   |                 |                                     |                                      |                    |          |
| 27                                                                       | 16/04/2016 | Lérida                            | Terre (ext.)    | Carla Suárez Navarro                | Roberta Vinci                        | 6-1, 6-1           | Parcours |
| 27                                                                       | 16/04/2016 | Lérida                            | Terre (ext.)    | Garbiñe Muguruza                    | Roberta Vinci                        | 6-2, 6-2           | Parcours |

## Classements WTA en fin de saison
| Année          | 1998 | 1999 | 2000 | 2001 | 2002 | 2003 | 2004 | 2005 | 2006 | 2007 | 2008 | 2009 | 2010 | 2011 | 2012 | 2013 | 2014 | 2015 | 2016 | 2017 |
| Rang en simple | 639  | 409  | 324  | 172  | 182  | 116  | 115  | 41   | 102  | 63   | 83   | 64   | 38   | 23   | 16   | 14   | 49   | 15   | 18   | 111  |
| Rang en double | 589  | 349  | 228  | 22   | 33   | 100  | 25   | 74   | 72   | 49   | 220  | 82   | 40   | 26   | 1    | 1    | 1    | 60   | 187  | –    |

Source : (en) Classements de Roberta Vinci sur le site officiel de la Fédération internationale de tennis

### Périodes au rang de numéro un mondiale
| # | Précédée par            | Dates                   | Suivie par  | Nombre de semaines | Cumul |
| - | ----------------------- | ----------------------- | ----------- | ------------------ | ----- |
| 1 | Sara Errani             | 15/10/2012 - 16/02/2014 | Peng Shuai  | 70                 | 70    |
| 2 | Peng Shuai Hsieh Su-wei | 07/07/2014 - 12/04/2015 | Sania Mirza | 40                 | 110   |